# Alfred Lutz (Grafiker)
Alfred Lutz (* 21. November 1919 in Villingen im Schwarzwald; † 4. August 2013 Schwäbisch Gmünd) war ein deutscher Grafiker und Hochschullehrer.

## Leben
Lutz studierte von 1936 bis 1939 Gebrauchsgrafik in Berlin, bevor er Ende August 1939 zum Kriegsdienst eingezogen wurde. 1940 nahm er an der Invasion in Norwegen als Aufklärer einer Kavallerieeinheit teil und wurde 1941 zum Unteroffizier befördert. Nach Besuch der Kavallerieschule in Bromberg wurde er als Leutnant zunächst nach Finnland und im November 1944 in den Norden Norwegens versetzt. Später geriet er in französische Kriegsgefangenschaft. 1947 wurde er aus der Gefangenschaft entlassen und kam nach Schwäbisch Gmünd. Dort begann er als freischaffender Gebrauchsgrafiker zu wirken, bevor er in Zusammenarbeit mit der BASF seinen Wirkungsbereich auf den Printbereich ausweitete.
Nachdem Lutz bereits ab 1955 an der Hochschule lehrte, erfolgte 1970 die Berufung an die Hochschule für Gestaltung Schwäbisch Gmünd. Dort erhielt er eine Professur und baute den Fachbereich Grafik-Design/Visuelle Kommunikation auf. Von 1979 bis zu seiner Emeritierung 1984 war er Prorektor der Hochschule. Nach seiner Emeritierung war er bis 1991 weiter in der Lehre aktiv.
1987 übernahm Lutz die Leitung des Steinbeis-Transferzentrums Mediendesign, außerdem war er Vorstandsmitglied und Vorsitzender des Gmünder Kunstvereines.
Lutz wurde nach seinem Tod 2013, von einer großen Trauergemeinde begleitet, auf dem Gmünder Leonhardsfriedhof beigesetzt.

## Auszeichnungen
- 1950: 1. Preis für die Bundesrepublik Deutschland beim Internationalen Plakatwettbewerb mit dem Plakat „Intereuropäische Zusammenarbeit“[3]
- 2004: Münstermedaille, durch den Münsterbauverein Schwäbisch Gmünd[3]
- 2009: Bürgermedaille der Stadt Schwäbisch Gmünd[5]
- 2009: Einzelausstellung „Augenblicke“ zum 90. Geburtstag von Alfred Lutz im Gmünder Kunstverein.

## Publikationen (Auswahl)
- Steinbeis als Satellit der Technologie: Computergrafiken zum Steinbeis-Tag 2011. Stuttgart 2011: Steinbeis-Edition, ISBN 978-3-941417-76-2 (online; PDF; 2,4 MB).
- Wo der Himmel sich öffnet: heilige Räume entdecken. Hrsg. vom Münsterbauverein Schwäbisch Gmünd. Schwäbisch Gmünd 2004: Einhorn-Verlag, ISBN 3-936373-12-4.
- Die blaue Petroleumlampe. In: Die letzten Gmünder Zeugen. Wir Soldaten im Zweiten Weltkrieg. Schwäbisch Gmünd 2004: Remsdruckerei, ISBN 3-926043-21-0, S. 27–35.